# Nomalonia imitata
Nomalonia imitata är en tvåvingeart som beskrevs av Hesse 1956. Nomalonia imitata ingår i släktet Nomalonia och familjen svävflugor. Inga underarter finns listade i Catalogue of Life.